# 1%の法則

見るだけ(Lurker)、ときどき参加する(Contributor)、作る側(Creator)の比率を示す円グラフ

1%の法則（1パーセントのほうそく）、あるいは90:9:1の法則（90たい9たい1のほうそく）とはインターネット上のコミュニティーには参加者よりもROM（リードオンリーメンバー）のほうがはるかに多いという仮説である。この問題は、インターネットを語る上で「参加者の不均衡(participation inequality)」としてしばしば論じられている。

## 概要
インターネットにおいてコンテンツを創造する側の人間の割合は、そのコンテンツを閲覧するだけの人間のおよそ1%（あるいはそれ以下）に過ぎないという説がある。例えば、あるフォーラムに投稿する人間が一人いれば、投稿せずフォーラムを眺めているだけの人間が99人いるということだ。1%の法則とは作家でありブロガーのベン・マコーネルとジャッキー・フーバの造語であるが、似たような言葉で同じ問題を表現した例は過去にも見つかる。2005年に行われたアキル・アワンによる原理主義的なイスラム聖戦士のフォーラムについての大規模な調査によれば、87%の利用者は一度も投稿したことがなく、13%が少なくとも一度だけ、5%が50回以上の投稿を行っていた。そしてたった1%の人間が500回以上の投稿をしていることがわかったのである。
これが「90–9–1の法則」として語られる場合、1%の人間がコンテンツを創造し、9%がそのコンテンツを編集したり修正し、90%は書き込んだりすることなくコンテンツを閲覧するだけの人間になると説明される。
実際にはこの比率は分析の対象によって変わる可能性はある。例えば、あるフォーラムが入室の条件として投稿を義務づけていれば、参加者の割合は1%よりはるかに高くなるだろう。とはいえ、コンテンツの創造者が利用者に占める割合が少ないことに変わりは無い。このことはマイケル・ウーの研究でも確かめられている。ウーは経済学の手法を用いて業界や読者の種類、コミュニティのテーマによって枝分かれした何百というコミュニティを横断して「参加者の不均衡」の分析を行っている。
この数字は情報科学の分野ではよく知られた「20‐80の法則」（パレートの法則）とも比較することができる。これは集団の20%がその成果の80%を産み出すというものであるが、その成果となりうるものは限定的である。
1%の法則はインターネット全般に当てはまるという誤解が少なくない。しかし、この法則が当てはまるのは個別のインターネット・コミュニティについてである。そのため、多くのウェブサイトで1%の法則が成立することが確かめられる一方で、多数のウェブサイトを集約してみると異なる分布が現れる可能性がある。後者の分布はまだよく分かっておらず、一定ではないと思われるが、様々な研究者がいまも全インターネットコミュニティにおける参加者割合を描き出すための方法を探っている。2012年後半にBBCと協力してホリー･グッディアが行った調査によれば、純粋に「見るだけ」として分類できるのは（90%どころか）全体の23%でしかなく、17%はむしろ積極的なコンテンツの提供者に分類されるということが示された。その数年前に、コミュニケーションを研究するエスター・ハルギッタイとジーナ・ワレイコは、イリノイ大学の初年次学生から抽出したサンプル集団1060人の中で60%が何らかの形でコンテンツを産み出しているという調査報告を提示した。

## 参加者の不均衡
ベル研究所のウィル・ヒルが「参加者の不均衡」とほぼ同じような概念を導入しており、後にヤコブ・ニールセンによって引用されたことでも知られているが、これがオンライン上の「参加者の不均衡」という言葉について言及した最初期の例とされている。この言葉は2006年になってマーケティングをテーマにしたブログのエントリーにおける厳密に定量的な分析に用いられて再び話題になった。